# Szobekhotep (kincstárnok, XVIII. dinasztia)

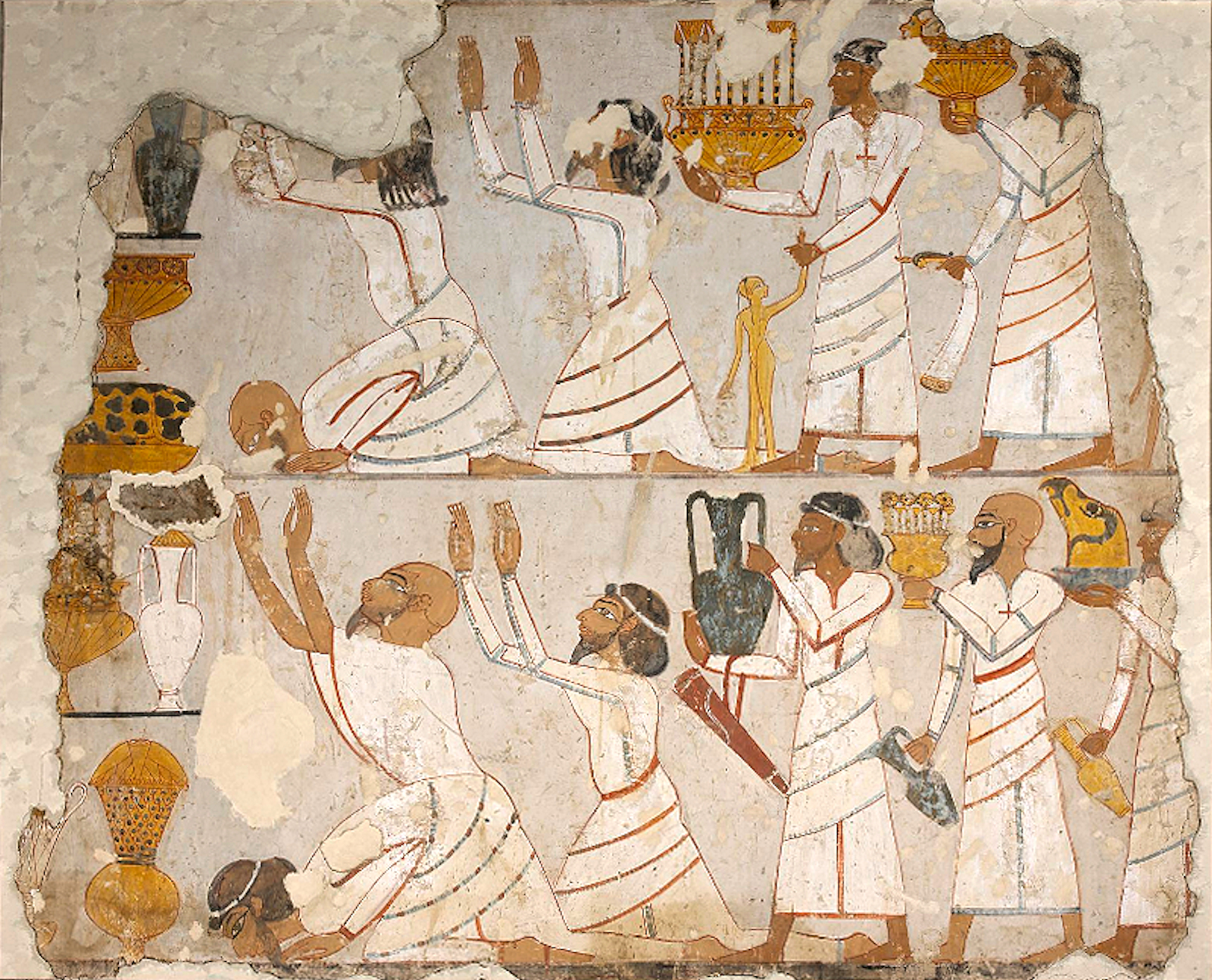
Nyugat-ázsiaiak hozzák az adót. Jelenet Szobekhotep sírjából (ma a British Museumban)

Szobekhotep ókori egyiptomi hivatalnok volt a XVIII. dinasztia idején, kincstárnok és a Fajjúm oázis polgármestere, nagy valószínűséggel IV. Thotmesz uralkodása alatt.
Szobekhotep azelőtt töltötte be a Fajjúm polgármesterének pozícióját, mielőtt kinevezték kincstárnokká. Apja Min kincstárnok volt, akit nagy valószínűséggel közvetlenül követett ebben a hivatalban. Szobekhotep főleg thébai sírjából, a TT63 sírból ismert. Felesége, Merit IV. Thotmesz lányának, Tiaa hercegnőnek a dajkája volt, és vagy Kapusznak, a Fajjúm polgármesterének, vagy egy másik Szobekhotepnek, szintén a Fajjúm polgármesterének a lánya. Fiuk, Paszer szintén a Fajjúm polgármestere lett. Ezen kívül nem sokat tudni Szobekhotepről; egy szobra maradt fenn, valamint említi egy jogi dokumentum, amelyben a gebeleini Hathor-templom is szerepel.

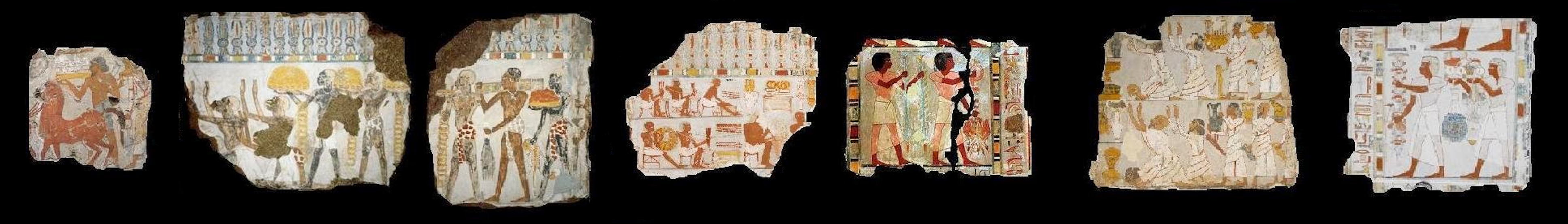
Falfestmények Szobekhotep sírjából (TT63)

## Fordítás
- Ez a szócikk részben vagy egészben  a   Sobekhotep (New Kingdom treasurer) című angol Wikipédia-szócikk ezen változatának fordításán alapul.  Az eredeti cikk szerkesztőit annak laptörténete sorolja fel. Ez a jelzés csupán a megfogalmazás eredetét és a szerzői jogokat jelzi, nem szolgál a cikkben szereplő információk forrásmegjelöléseként.